# Joachim Hoppers
Joachim Hoppers (ook: Joachim Hopperus), (Sneek, 11 november 1523 - Madrid, 11 december 1576) was in de Habsburgse Nederlanden een jurist en hoogleraar. Hij was adviseur voor zaken die de Nederlanden aanbelangden van Filips II van Spanje.
Na het volgen van de Latijnse School van Haarlem, studeerde Hoppers rechten en filosofie in Leuven, Parijs en Orléans. Hij promoveerde in 1553. Hierna werd hij hoogleraar in Leuven en - mede door zijn vriendschap met Viglius van Aytta - raadsheer bij de Grote Raad van Mechelen, lid van de Geheime Raad en lid van de Raad van State. Ook werd hij in 1566 Secretaris van Staat voor Nederlandse zaken in Madrid en daarmee adviseur van Filips II. Hij schreef in die hoedanigheid een overzicht van de gebeurtenissen van 1566 in de Nederlanden, dat bekend staat als het "Recueil de Hopperus". Hij veroordeelde de onlusten maar keurde, als Erasmiaan, de harde maatregelen van Filips tegen de Beeldenstorm af. 
Hoppers was afkomstig uit Sneek en was zeer trouw aan Friesland. Dit blijkt uit delen van de Tabula, een stuk over een bloeiperiode in onder meer Friesland, die hij schreef in het Fries. De kaart die hij maakte van Friesland in de Romeinse tijd is de eerste in de historie van de cartografie. 
Hij richtte namens Filips de Universiteit van Dowaai op in 1561. Hierbij kon hij zijn opvoedkundige denkbeelden (die hij beschreef in Ferdinandus, sive de institutione principis) toepassen. Hieruit blijkt dat hij meer professor dan staatsman was.

## Bibliografie

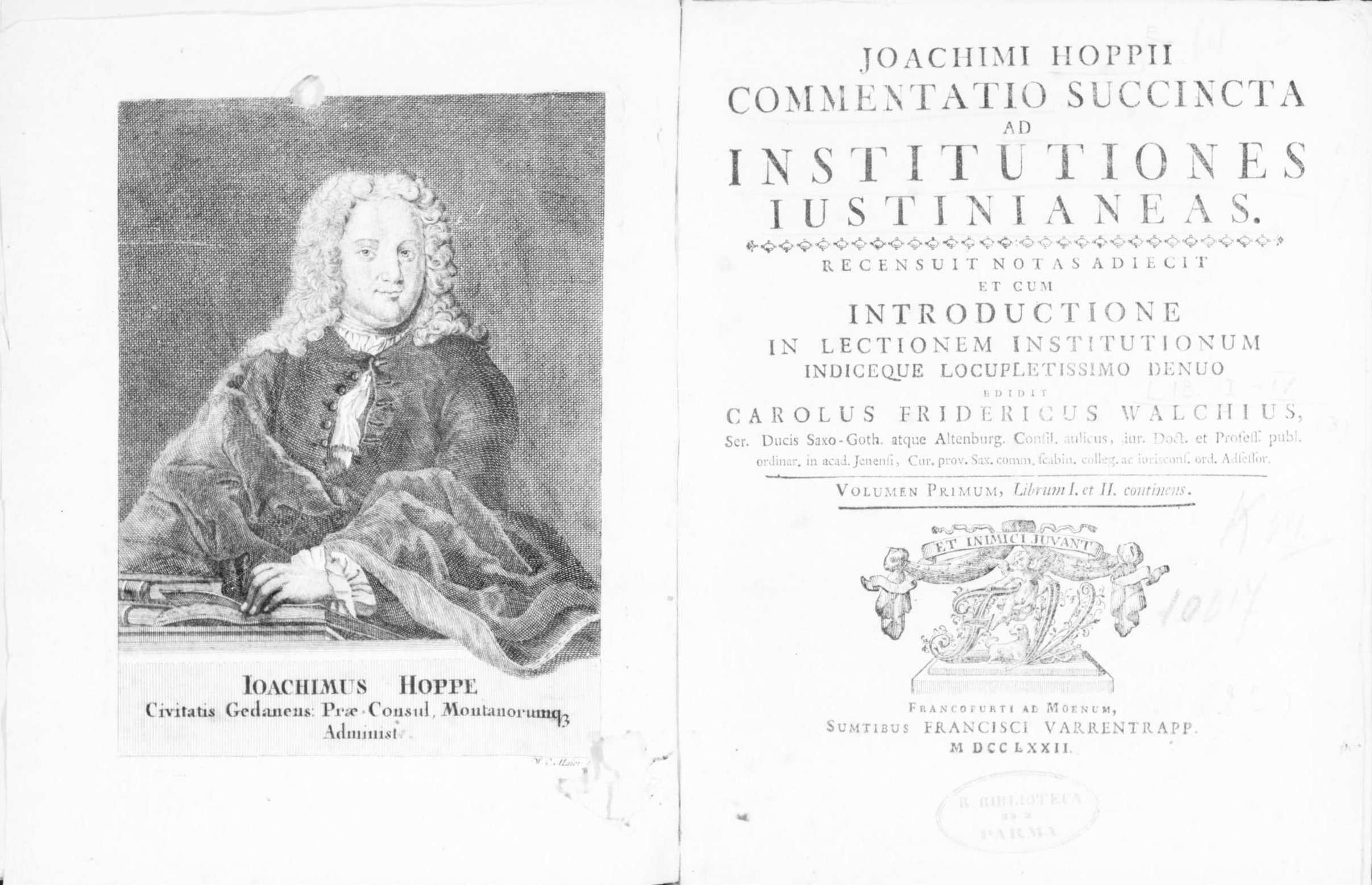
Commentatio succinta ad Institutiones iustinianeas, 1772

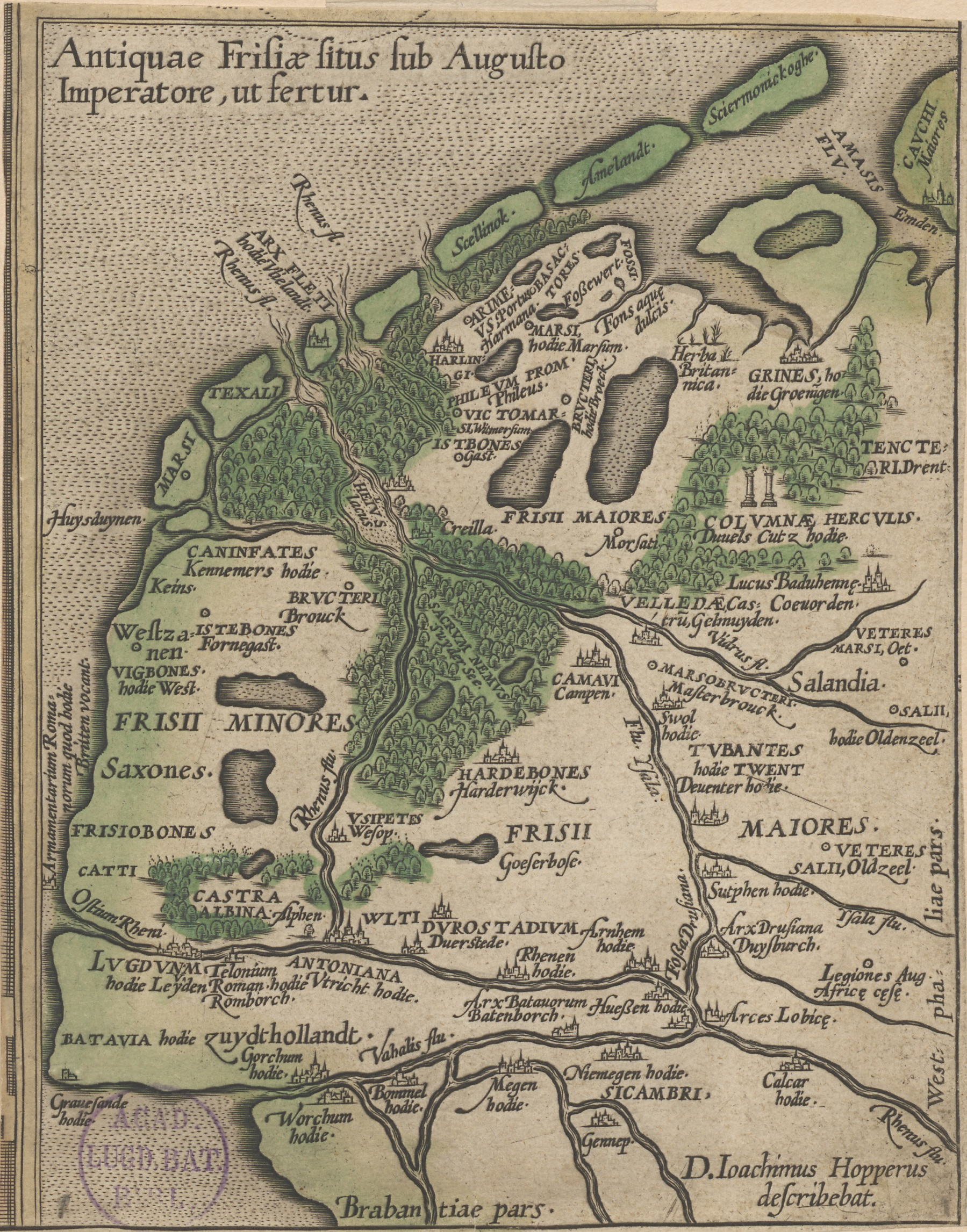
Antiquae Frisiae situs sub Augusto Imperatore, ut fertia. De kaart die Hoppers maakte van Friesland in de Romeinse tijd